# Parque nacional Songnisan
El Parque nacional Songnisan (en coreano: 속리산국립공원; a veces escrito "Sokrisan") se encuentra en el centro de la cordillera de los montes Sobaek, en la frontera entre las provincias de Chungcheongbuk-do y Gyeongsangbuk-do, en el país asiático de Corea del Sur. El área comprende los valles de Hwayang, Seonyu y Ssanggok y el monte de Songnisan de 1058 metros, cuyo nombre toma el parque. Fue designado como el sexto parque nacional del país en 1970. La atracción más popular del parque es uno de los mayores templos de Corea, el templo budista Beopjusa, construido inicialmente en el año 653.